# New Market (Tennessee)
New Market é uma cidade  localizada no estado norte-americano de Tennessee, no Condado de Jefferson.

## Demografia
Segundo o censo norte-americano de 2000, a sua população era de 1234 habitantes.
Em 2006, foi estimada uma população de 1322, um aumento de 88 (7.1%).

## Geografia
De acordo com o United States Census Bureau tem uma área de
6,7 km², dos quais 6,7 km² cobertos por terra e 0,0 km² cobertos por água. New Market localiza-se a aproximadamente 335 m acima do nível do mar.

## Localidades na vizinhança
O diagrama seguinte representa as localidades num raio de 20 km ao redor de New Market.